# Markus (Musiker)/Diskografie
Diese Diskografie ist eine Übersicht über die musikalischen Werke des deutschen Popsängers Markus. Seine erfolgreichste Veröffentlichung ist der Nummer-eins-Hit Ich will Spaß.

## Alben

### Studioalben
| Jahr | Titel Musiklabel                                                 | Höchstplatzierung, Gesamtwochen, AuszeichnungChartplatzierungen (Jahr, Titel, Musiklabel, Platzierungen, Wochen, Auszeichnungen, Anmerkungen) | Höchstplatzierung, Gesamtwochen, AuszeichnungChartplatzierungen (Jahr, Titel, Musiklabel, Platzierungen, Wochen, Auszeichnungen, Anmerkungen) | Höchstplatzierung, Gesamtwochen, AuszeichnungChartplatzierungen (Jahr, Titel, Musiklabel, Platzierungen, Wochen, Auszeichnungen, Anmerkungen) | Anmerkungen                              |
| Jahr | Titel Musiklabel                                                 | DE | AT | CH | Anmerkungen                              |
| ---- | ---------------------------------------------------------------- | --- | --- | --- | ---------------------------------------- |
| 1982 | Kugelblitze & Raketen Columbia Records (CBS)                     | DE26 (9 Wo.)DE | — | — | Erstveröffentlichung: 1982               |
| 1983 | Es könnt romantisch sein Columbia Records (CBS)                  | — | — | — | Erstveröffentlichung: August 1983        |
| 1993 | Die Macht der kleinen Hände RCA Records (RCA)                    | — | — | — | Erstveröffentlichung: 12. Februar 1993   |
| 2000 | Kopfüber Electrola (EMI)                                         | — | — | — | Erstveröffentlichung: 14. August 2000    |
| 2008 | Alles kommt wie es kommt Palm Records (Sony BMG)                 | — | — | — | Erstveröffentlichung: 24. Oktober 2008   |
| 2011 | Heiter und wolkig Palm Records (Sony)                            | — | — | — | Erstveröffentlichung: 16. September 2011 |
| 2017 | Zeit zu fliegen Telamo (WMG)                                     | — | — | — | Erstveröffentlichung: 24. Februar 2017   |
| 2022 | Das Leben liebt mich … und ich liebe das Leben More Music (Edel) | — | — | — | Erstveröffentlichung: 15. Juli 2022      |

grau schraffiert: keine Chartdaten aus diesem Jahr verfügbar

### Gemeinschaftsalben
| Jahr | Titel Musiklabel                       | Anmerkungen                                             |
| ---- | -------------------------------------- | ------------------------------------------------------- |
| 1985 | What About You? Columbia Records (CBS) | Erstveröffentlichung: 1985 mit Mark Jefferis als T.X.T. |

### Kompilationen
| Jahr | Titel Musiklabel                                                      | Anmerkungen                          |
| ---- | --------------------------------------------------------------------- | ------------------------------------ |
| 2004 | Kleine Taschenlampe brenn: Das Beste von Markus Sony Music (Sony BMG) | Erstveröffentlichung: 17. Mai 2004   |
| 2005 | Ich will Spaß Sony Music (Sony BMG)                                   | Erstveröffentlichung: 2005           |
| 2015 | Best Of Sony Music (Sony)                                             | Erstveröffentlichung: 10. April 2015 |
| 2017 | Das Beste Telamo (WMG)                                                | Erstveröffentlichung: 21. Juli 2017  |

## Singles

### Als Leadmusiker
| Jahr | Titel Album                                                          | Höchstplatzierung, Gesamtwochen/‑monate, AuszeichnungChartplatzierungen (Jahr, Titel, Album, Platzierungen, Wochen/Monate, Auszeichnungen, Anmerkungen) | Höchstplatzierung, Gesamtwochen/‑monate, AuszeichnungChartplatzierungen (Jahr, Titel, Album, Platzierungen, Wochen/Monate, Auszeichnungen, Anmerkungen) | Höchstplatzierung, Gesamtwochen/‑monate, AuszeichnungChartplatzierungen (Jahr, Titel, Album, Platzierungen, Wochen/Monate, Auszeichnungen, Anmerkungen) | Anmerkungen                                         |
| Jahr | Titel Album                                                          | DE | AT | CH | Anmerkungen                                         |
| ---- | -------------------------------------------------------------------- | --- | --- | --- | --------------------------------------------------- |
| 1982 | Ich will Spaß Kugelblitze & Raketen                                  | DE1 (24 Wo.)DE | — | — | Erstveröffentlichung: Mai 1982                      |
| 1982 | Schön sind wir sowieso Kugelblitze & Raketen                         | DE39 (9 Wo.)DE | — | — | Erstveröffentlichung: 1982                          |
| 1982 | Ich bin heut böse Kugelblitze & Raketen                              | — | — | — | Erstveröffentlichung: 1982                          |
| 1983 | Kleine Taschenlampe brenn’ Kugelblitze & Raketen                     | DE5 (17 Wo.)DE | AT5 (1 Mt.)AT | — | Erstveröffentlichung: 1983                          |
| 1983 | Ich möchte lieber ein Roboter sein Es könnt romantisch sein          | — | — | — | Erstveröffentlichung: 1983                          |
| 1983 | Ab und los Es könnt romantisch sein                                  | — | — | — | Erstveröffentlichung: 1983                          |
| 1985 | Girl’s Got a Brand New Toy What About You?                           | DE21 (15 Wo.)DE | — | — | Erstveröffentlichung: Mai 1985 als T.X.T.           |
| 1985 | Cold as Ice What About You?                                          | DE47 (8 Wo.)DE | — | — | Erstveröffentlichung: November 1985 als T.X.T.      |
| 1986 | Kiss Via Satellite What About You?                                   | — | — | — | Erstveröffentlichung: 1986 als T.X.T.               |
| 1987 | Irgendwann, irgendwo Kleine Taschenlampe brenn: Das Beste von Markus | — | — | — | Erstveröffentlichung: 1987                          |
| 1989 | Du hast mein Herz verbrannt –                                        | — | — | — | Erstveröffentlichung: 1989                          |
| 1992 | 1000 Kerzen werden brennen Die Macht der kleinen Hände               | DE79 (2 Wo.)DE | — | — | Erstveröffentlichung: 1992                          |
| 1993 | Der kleine Bär Die Macht der kleinen Hände                           | — | — | — | Erstveröffentlichung: 1993                          |
| 1993 | So wie ein Stern Die Macht der kleinen Hände                         | — | — | — | Erstveröffentlichung: 1993                          |
| 1993 | Grüß mir die Ewigkeit Die Macht der kleinen Hände                    | — | — | — | Erstveröffentlichung: 1993                          |
| 2000 | Unsterblich Kopfüber                                                 | — | — | — | Erstveröffentlichung: 2000                          |
| 2008 | Wir wollten niemals auseinander gehen Alles kommt wie es kommt       | — | — | — | Erstveröffentlichung: April 2008                    |
| 2016 | Diese Zeit ist geil Zeit zu fliegen                                  | — | — | — | Erstveröffentlichung: 27. Mai 2016                  |
| 2016 | Der alten Zeiten wegen Zeit zu fliegen                               | — | — | — | Erstveröffentlichung: 11. November 2016             |
| 2018 | Spring ins Blaue Zeit zu fliegen                                     | — | — | — | Erstveröffentlichung: 15. Juni 2018                 |
| 2019 | Märchenprinz –                                                       | — | — | — | Erstveröffentlichung: 23. August 2019               |
| 2020 | Was für ein Tag –                                                    | — | — | — | Erstveröffentlichung: 7. Juli 2020 mit Yvonne König |
| 2020 | Blutjunge Herzen –                                                   | — | — | — | Erstveröffentlichung: 24. Juli 2020                 |
| 2021 | Helden Das Leben liebt mich … und ich liebe das Leben                | — | — | — | Erstveröffentlichung: 6. August 2021                |
| 2022 | Herzschlag Das Leben liebt mich … und ich liebe das Leben            | — | — | — | Erstveröffentlichung: 11. Februar 2022              |
| 2022 | Summer of the 80s Das Leben liebt mich … und ich liebe das Leben     | — | — | — | Erstveröffentlichung: 20. Mai 2022 feat. Yvonne     |
| 2022 | Keine Eile Das Leben liebt mich … und ich liebe das Leben            | — | — | — | Erstveröffentlichung: 19. August 2022               |
| 2023 | Was geht? Das Leben liebt mich … und ich liebe das Leben             | — | — | — | Erstveröffentlichung: 20. Januar 2023               |

### Als Gastmusiker
| Jahr | Titel Album                                | Höchstplatzierung, Gesamtwochen, AuszeichnungChartplatzierungen (Jahr, Titel, Album, Platzierungen, Wochen, Auszeichnungen, Anmerkungen) | Höchstplatzierung, Gesamtwochen, AuszeichnungChartplatzierungen (Jahr, Titel, Album, Platzierungen, Wochen, Auszeichnungen, Anmerkungen) | Höchstplatzierung, Gesamtwochen, AuszeichnungChartplatzierungen (Jahr, Titel, Album, Platzierungen, Wochen, Auszeichnungen, Anmerkungen) | Anmerkungen                                                      |
| Jahr | Titel Album                                | DE | AT | CH | Anmerkungen                                                      |
| ---- | ------------------------------------------ | --- | --- | --- | ---------------------------------------------------------------- |
| 1982 | Ich will … (Kleines Girl) Nylon Euter      | — | — | — | Erstveröffentlichung: 1982 Nylon Euter feat. Markus              |
| 2004 | Survivor Best of Comeback United (Sampler) | DE22 (6 Wo.)DE | AT50 (3 Wo.)AT | — | Erstveröffentlichung: 22. März 2004 als Teil von Comeback United |

## Musikvideos
| Jahr | Titel                   |
| ---- | ----------------------- |
| 1982 | Ich will Spaß           |
| 2004 | Survivor                |
| 2014 | Ich bin nicht Spiderman |
| 2017 | Macht die Herzen frei   |
| 2017 | Zeit zu fliegen         |
| 2021 | Helden                  |
| 2022 | Herzschlag              |
| 2022 | Summer of the 80s       |

## Sonderveröffentlichungen

### Alben
| Jahr | Titel Musiklabel                                            | Anmerkungen                                                       |
| ---- | ----------------------------------------------------------- | ----------------------------------------------------------------- |
| 1997 | Definitive Collection Columbia Records (Sony)               | Erstveröffentlichung: 1997 Teil der „Definitive-Collection“-Reihe |
| 2009 | Platin Edition – Die großen Erfolge Columbia Records (Sony) | Erstveröffentlichung: 2009 Teil der „Platin-Edition“-Reihe        |
| 2021 | My Star DA Music (Zoom)                                     | Erstveröffentlichung: 8. Januar 2021 Teil der „My-Star“-Reihe     |

### Lieder
| Jahr | Titel Album                                                    | Anmerkungen                                                      |
| ---- | -------------------------------------------------------------- | ---------------------------------------------------------------- |
| 1982 | Ich will … (Kleines Girl) Nylon Euter                          | Erstveröffentlichung: 1982 Nylon Euter feat. Markus              |
| 2003 | Kleine Taschenlampe brenn’ (Live) Nena feat. Nena – Live       | Erstveröffentlichung: 24. März 2003 Nena feat. Markus            |
| 2017 | Kleine Taschenlampe brenn’ Freunde fürs Leben                  | Erstveröffentlichung: 21. Juli 2017 Stefanie Hertel feat. Markus |
| 2020 | Girl’s Got a Brand New Toy Sings the 80s … and More, Episode 1 | Erstveröffentlichung: 24. Juli 2020 Ryan Paris feat. Markus      |

| Jahr | Titel Album                                   | Anmerkungen                                                      |
| ---- | --------------------------------------------- | ---------------------------------------------------------------- |
| 2004 | König von Deutschland Best of Comeback United | Erstveröffentlichung: 15. März 2004 Original: Rio Reiser         |
| 2004 | Survivor Best of Comeback United              | Erstveröffentlichung: 15. März 2004 als Teil von Comeback United |

## Promoveröffentlichungen
| Jahr | Titel Album                                                                     | Anmerkungen                            |
| ---- | ------------------------------------------------------------------------------- | -------------------------------------- |
| 2000 | Nimm mich an der Hand Kopfüber                                                  | Erstveröffentlichung: 2000             |
| 2006 | Schmerz vergeht –                                                               | Erstveröffentlichung: 2006             |
| 2008 | Alles kommt wie es kommt! Alles kommt wie es kommt                              | Erstveröffentlichung: Oktober 2008     |
| 2009 | Komm’ und geh’ mir aus dem Sinn Alles kommt wie es kommt                        | Erstveröffentlichung: Februar 2009     |
| 2009 | Meine Freunde, meine Kneipe, meine Straße, meine Stadt Alles kommt wie es kommt | Erstveröffentlichung: Juli 2009        |
| 2009 | Ich zieh’ den alten Mantel wieder an Alles kommt wie es kommt                   | Erstveröffentlichung: November 2009    |
| 2010 | Dich gibt’s nur einmal Alles kommt wie es kommt                                 | Erstveröffentlichung: März 2010        |
| 2010 | Nichts ist vorbei Alles kommt wie es kommt                                      | Erstveröffentlichung: Oktober 2010     |
| 2011 | Du (verrückt nach Liebe) Heiter und wolkig                                      | Erstveröffentlichung: März 2011        |
| 2011 | Atemlos, bedingungslos, schwerelos Heiter und wolkig                            | Erstveröffentlichung: August 2011      |
| 2012 | Ein bisschen verrückt sein Heiter und wolkig                                    | Erstveröffentlichung: Januar 2012      |
| 2012 | Aus tausend und keinem Grund Heiter und wolkig                                  | Erstveröffentlichung: Juni 2012        |
| 2012 | Wahrscheinlich eher unwahrscheinlich Heiter und wolkig                          | Erstveröffentlichung: Oktober 2012     |
| 2013 | Dann geh! Heiter und wolkig                                                     | Erstveröffentlichung: April 2013       |
| 2014 | Tanz mit mir –                                                                  | Erstveröffentlichung: März 2014        |
| 2014 | Ich bin nicht Spiderman Zeit zu fliegen                                         | Erstveröffentlichung: Juni 2014        |
| 2015 | Wahre Lügen Zeit zu fliegen                                                     | Erstveröffentlichung: Januar 2015      |
| 2015 | Germany Is Sexy Zeit zu fliegen                                                 | Erstveröffentlichung: 29. Mai 2015     |
| 2015 | Ich bin dann mal weg Zeit zu fliegen                                            | Erstveröffentlichung: 9. Oktober 2015  |
| 2017 | Macht die Herzen frei Zeit zu fliegen                                           | Erstveröffentlichung: 3. Februar 2017  |
| 2017 | Zeit zu fliegen                                                                 | Erstveröffentlichung: 23. Juni 2017    |
| 2017 | Gelebt, geliebt, geträumt Zeit zu fliegen                                       | Erstveröffentlichung: 20. Oktober 2017 |
| 2018 | Ich weiß was ich weiß Zeit zu fliegen                                           | Erstveröffentlichung: 2. März 2018     |
| 2022 | Girl’s Got a Brand New Toy 2.0 Das Leben liebt mich … und ich liebe das Leben   | Erstveröffentlichung: 17. Juni 2022    |
| 2022 | Deine Welt Das Leben liebt mich … und ich liebe das Leben                       | Erstveröffentlichung: 24. Juni 2022    |
| 2022 | Hauptgewinn Das Leben liebt mich … und ich liebe das Leben                      | Erstveröffentlichung: 1. Juli 2022     |
| 2022 | Ich hol’ dich hier raus Das Leben liebt mich … und ich liebe das Leben          | Erstveröffentlichung: 8. Juli 2022     |

## Boxsets
| Jahr | Titel Musiklabel             | Anmerkungen                          |
| ---- | ---------------------------- | ------------------------------------ |
| 2009 | Stereo Sony Music (Sony BMG) | Erstveröffentlichung: 26. April 2019 |

## Statistik

### Chartauswertung
|                     | DE    | AT    | CH    |
| ------------------- | ----- | ----- | ----- |
| Nummer-eins-Alben   | DE—DE | AT—AT | CH—CH |
| Top-10-Alben        | DE—DE | AT—AT | CH—CH |
| Alben in den Charts | DE1DE | AT—AT | CH—CH |

|                       | DE    | AT    | CH    |
| --------------------- | ----- | ----- | ----- |
| Nummer-eins-Singles   | DE1DE | AT—AT | CH—CH |
| Top-10-Singles        | DE2DE | AT1AT | CH—CH |
| Singles in den Charts | DE7DE | AT2AT | CH—CH |